# Kaweka Range
Die Kaweka Range (auch Kaweka Ranges) ist ein Gebirge in der Region Hawke’s Bay im Osten  der Nordinsel Neuseelands.
Es liegt zwischen der Stadt Napier, 55 km im Südosten, und dem Lake Taupō, 50 km im Nordwesten. Es ist Ursprung vieler Flüsse, die in die Hawke Bay münden, einschließlich des Tutaekuri, Mohaka und Ngaruroro River.
Die höchste Erhebung ist der Mount Kaweka mit 1625 m.